# Morata de Jiloca
Pour les articles homonymes, voir Morata et Jiloca.
Morata de Jiloca est une commune d’Espagne, dans la province de Saragosse, communauté autonome d'Aragon comarque de Comunidad de Calatayud.